# Nephilingis borbonica
Nephilingis borbonica is een spinnensoort uit de familie van de wielwebspinnen (Araneidae).
De wetenschappelijke naam van de soort werd in 1863 als Epeira borbonica gepubliceerd door Auguste Vinson.